# Институт международных исследований
Институт международных исследований (ИМИ) — ведущий российский аналитический центр в сфере международных отношений, структурное подразделение МГИМО МИД России. Специализируется на исследованиях в области внешней политики и на прикладных разработках для российских органов власти и международных организаций.
Основан в 1976 году как Проблемная научно-исследовательская лаборатория системного анализа в области международных отношений. Современное название получил в 2009 году.

## История
В 1976 году в МГИМО была создана Проблемная научно-исследовательская лаборатория системного анализа в области международных отношений. С инициативой создания организации выступили ученые МГИМО, стремившиеся использовать новейшие методы анализа и прогнозирования для решения задач внешнеполитического планирования. Весьма существенны были и усилия директора новосозданного Института системного анализа ГКНТ и АН СССР Д. М. Гвишиани. Важную роль в продвижении новаторских направлений анализа международных отношений сыграл Н. И. Лебедев, ректор МГИМО в 1974—1985 гг. В разное время руководителями «Проблемки» являлись известные российские ученые В. Б. Тихомиров, И. Г. Тюлин, М. А. Хрусталев, В. М. Сергеев.
В 1990 г. на базе Проблемной лаборатории был создан Центр международных исследований, преобразованный в 2004 г. в Научно-координационный совет по международным исследованиям (НКСМИ). В 2009 г. НКСМИ был переименован в Институт международных исследований (ИМИ).

## Руководство
С 2021 года Институт возглавляет ведущий российский американист, к.полит. н., доцент Кафедры истории и политики стран Европы и Америки МГИМО Максим Сучков. Заместители директора — кандидаты исторических наук, доценты Александр Чечевишников и Ирина Болгова.

## Структура
В рамках ИМИ функционирует семь исследовательских программ:
- Отношения с Западом в меняющемся миропорядке;
- Новая политическая роль постсоветских государств;
- Историческая политика и идентичность;
- Новое востоковедение;
- Инструментальные методы международных исследований (включает Лабораторию по интеллектуальному анализу данных в области международных отношений (ЛИАД), созданную совместно с Институтом системного программирования им. В. П. Иванникова РАН);
- Африка в фокусе российских интересов;
- Мировая экономика. Цифровые финансы. Санкционная политика.

## Деятельность
Институт международных исследований взаимодействует с государственными институтами, связанными с формированием и реализацией внешней политики Российской Федерации — прежде всего с МИД России, исполняя ежегодное государственное задание на прикладные научные исследования, — а также с международными организациями (ЕАЭС, ОДКБ и ШОС).
ИМИ проводит фундаментальные и прикладные научные исследования, иные исследовательские проекты в области международных отношений. Сотрудники Института публикуют статьи в высокорейтинговых российских и зарубежных академических журналах, готовят аналитические доклады, дают комментарии СМИ по актуальным вопросам международной повестки, деятельно участвуют в становлении академического сообщества российских международников.
На базе ИМИ выходит профильный подкаст «Внешняя политика» и серия экспертных видеоинтервью. Организационную поддержку работы Института оказывает дирекция ИМИ, отделы академического развития и международных образовательных проектов.

## Периодические издания
ИМИ выпускает ежеквартальный журнал — «Международная аналитика» (гл. редактор С. М. Маркедонов). Входит в перечень ВАК, RSCI.

## Известные исследователи и ученые
Сотрудниками ИМИ являются известные российские специалисты-международники: М. А. Сучков, Е. Я. Арапова, И. В. Болгова, В. В. Воротников, Н.П. Грибин, А. Д. Дикарев, И. Е. Денисов, В. Б. Кашин, И. Ю. Зуенко, А. А. Князев, М. А. Конаровский, А. В. Лукин, С. М. Маркедонов, Е. Н. Минченко, А. И. Никитин, Ю. А. Никитина, И. Ю. Окунев, И. А. Сафранчук, В. М. Сергеев, Э. Л. Сидоренко, Н. Ю. Силаев, Н.П. Таньшина, А. Л. Чечевишников, С. В. Чугров, П.В. Шлыков, А. А. Ярлыкапов и др.